# 데이비드 카츠

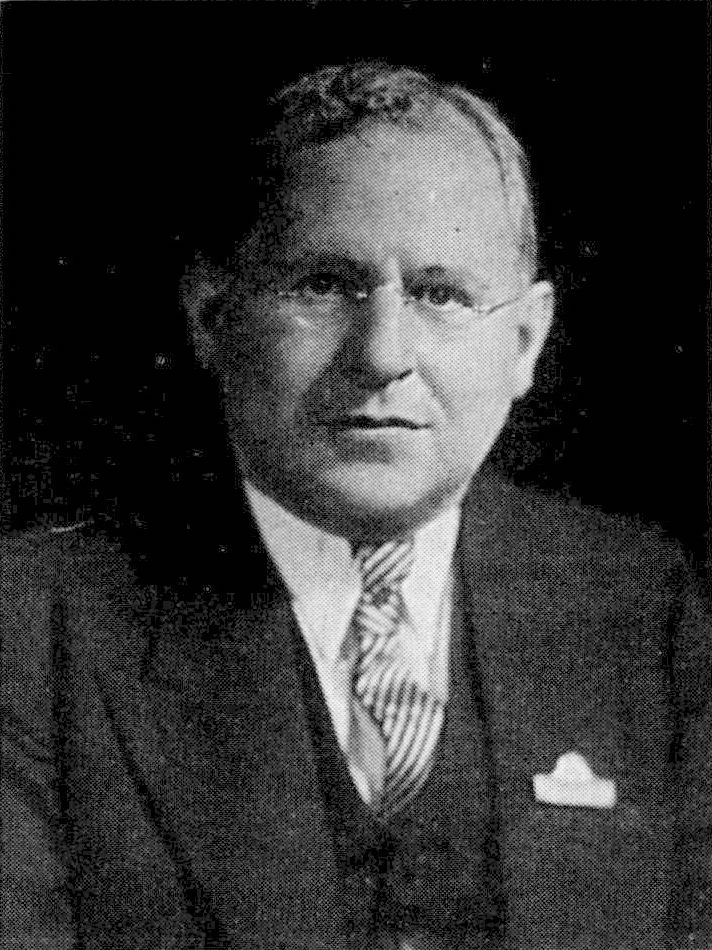

데이비드 카츠(David Katz, 1884년 10월 1일 ~ 1953년 2월 2일)는 독일에서 태어난 스웨덴의 심리학자이자 교육인으로, 게슈탈트 심리학과 현상학을 전문으로 했다. 스톡홀름 대학교의 교수를 역임했다. 독일에서 나치 정권이 세워지기 전에 로스토크의 메클렌부르크 주립대학교의 심리학, 교육 부문의 의장을 역임했다.

## 작품
- The world of touch, 1925
- Hunger und Appetit, 1932
- The world of colour, 1935
- Conversations with children, 1936
- Animals and men, 1937
- Gestaltpsychologie, 1944
- Psychologischer Atlas, 1945